# Žirje (sziget)
Žirje (olaszul: Zuri) egy sziget Horvátországban, az Adriai-tengerben, Közép-Dalmáciában, a Šibeniki szigetvilágban.

## Leírása
Žirje szigete Šibeniktől 22 km-re délnyugatra, északnyugat-délkeleti irányban fekszik. Hosszúsága 11,7 km, legnagyobb szélessége 2,5 km, területe 15,8 km². Partvonalának hossza 41,8 km, a tagoltsági együttható 3,0. Nagyobb öblei északon a Mikavica, a Muna, a Koromašna és a Japlenišće, délen pedig a Kabal, a Mala és Velika Stupica, a Tratinska, valamint a Velika és Mala Nozdra. Žirjét számos szigetecske veszi körül (Koromašna, Mikavica, Bakul, Škrovada, Škrovadica).
A sziget mészkőből épül fel. Legmagasabb pontja a Kapić (131 m). Felszínét macchia borítja. A sziget középső részén mező található, itt van a sziget egyetlen települése.

## Gazdaság
A szigeten szőlőt, olajbogyót, szilvát, fügét és cseresznyét termesztenek. A környező tenger gazdag halakban, rákokban (homár) és korallokban.

## Közlekedés
Žirjét hajójáratok kötik össze Šibenikkel és a környező szigetekkel (Kaprije, Obonjan).

## Növényvilág
A szigeten 451 növényfaj található, amelyek közül hat orchideafaj emelkedik ki, köztük a Limodorum abortivum. Számos gyógy- és aromás növény is található itt. A szigeten túlsúlyban növő macchiát legeltetéshez hasznosítják. Fenyőerdők is találhatók még és az apróvadak jelenléte is jelentős. A Stupice-öböl növényzetének egy része egy néhány évvel ezelőtti tűzvészben megsemmisült. Mezőgazdasági növényekből olajbogyót, szőlőt, fügét, ötféle szilvát és mandulát termesztenek elsősorban a sziget belsejében található termékeny területen.